# Typhlodromus bambusae
Typhlodromus bambusae är en spindeldjursart som beskrevs av Ehara 1964. Typhlodromus bambusae ingår i släktet Typhlodromus och familjen Phytoseiidae. Inga underarter finns listade i Catalogue of Life.